# Reichsirrenstatistik (1901)
Die Reichsirrenstatistik von 1901 war ein Klassifikationssystem neurologischer und psychiatrischer Erkrankungen. Es umfasste acht Klassen. Es wurde eingeführt am 12. Dezember 1901 und abgelöst durch den Würzburger Schlüssel.
| Klassifikation der "Reichsirrenstatistik" | Klassifikation der "Reichsirrenstatistik" |
| ----------------------------------------- | ----------------------------------------- |
| 1.                                        | Einfache Seelenstörung                    |
| 2.                                        | Paralytische Seelenstörung                |
| 3.                                        | Seelenstörung mit Epilepsie               |
| 4.                                        | Seelenstörung mit Hysterie                |
| 5.                                        | Idiotie, Imbezilität                      |
| 6.                                        | Chronischer Alkoholismus                  |
| 7.                                        | Morphinismus                              |
| 8.                                        | Zur Beobachtung                           |